# William Kraanplein
Het William Kraanplein is een plein in Paramaribo, Suriname. Het ligt ingeklemd tussen de uiteinden van de Johan Adolf Pengelstraat en de Koningstraat, achter het gebouw van de Surinaamsche Waterleiding Maatschappij (SWM) aan de Willem Campagnestraat.
Het plein heette aanvankelijk het Poelepantjeplein, naar de woonwijk Poelepantje waarin het ligt. In 1948 werd de naam gewijzigd naar William Kraanplein.
William Kraan (1878-1947) was een journalist en politicus. Hij was de oprichter van het dagblad De West en lid van de Staten van Suriname. Daarnaast was hij een bevorderaar van de zwemsport in Suriname en een van de oprichters van de zwemclub Club Kraan. Het plein werd postuum naar hem vernoemd.
Op het plein staat een standbeeld van Wojo Oema. Zij symboliseert een marktvrouw op het plein in traditionele Surinaamse klederdracht. Op het plein staat een watertoren die niet meer in gebruik is.